# 電子腦化
電子腦化（日文：電脳化,でんのうか）是出現在日本著名漫畫家士郎正宗所創作的漫畫《攻殼機動隊》系列與其衍生作品中的一種生物網路技術，並且是一種腦機介面。

## 概要
電子腦化是一種透過向大腦大量植入能直接與神經細胞連接並交換訊號的纳米機械，來使大腦與外部世界直接連結的技術，例如可以使大腦控制機器人或直接連結上電腦網路。這使得所有資訊可以零延遲地與他人共享與搜索，創造一個完美無缺且無處不在的網路世界。
電子腦化的人，無論是有線或無線傳輸，都可以直接透過大腦來進行交流，除了語言之外，還可以與他人共享及傳達視覺、觸覺等感官訊息，甚至是心理的情緒訊息，使人與人之間可以達到極度快速且精確的溝通，並可以將重要的記憶與訊息備份保存在外部的電子儲存設備中。
電子腦化雖然方便，但該技術也有其不利的一面，即電子腦化的大腦就如同當今的電腦一樣，因為與網路連接而面臨受到駭客入侵攻擊的風險。透過駭客攻擊，可以將病毒注入他人的大腦來竄改記憶、操縱行為甚至是劫持人格，因此，在該作品中這種稱為『幽靈駭客』的駭客行為被視為是嚴重的犯罪。為了防止這種駭客行為，許多人通過在電子腦中裝設一種稱為“攻性防壁”或“防壁迷路”的防火牆來保護自己。另外，儘管發病率不高，但是可能發展出“電腦硬化症”进而导致腦功能逐漸喪失並最終发展为腦死亡。根本性的治療方法尚未找到，但是可以使用微型機械和“村井疫苗”來控制疾病的惡化速度。

## 現實世界中的技術
紐約州立大學的John Chapin教授已經進行了一項將電極連接到老鼠大腦上的實驗，在該情況下老鼠可以被視為是以大腦直接連上網路的狀態。另外，也有正在進行以分析大鼠的海馬體以產生人造海馬體的實驗。當前，這些研究在工程領域中被稱為腦機介面，並且為了改善殘疾人的生活品質，正在開發用於連接大腦和電腦的基本技術。微型機器（尤其是散佈在環境中的智慧型微塵）在《攻殼機動隊》中感測和控制大腦的信息處理中發揮了作用，其實用化的可能以非常接近。。